# José Antonio Íñiguez
José Antonio Iñiguez Vicuña (Santiago de Chile, 1848 - Pichilemu, 1908) fue un historiador y diputado suplente entre 1873 y 1876.

## Biografía
Nació en el año 1848.
Fue elegido diputado suplente por Angol y Nacimiento para el período 1873-1876.
Fue historiador; se dedicó al estudio de diversos períodos del acontecer del país. Escribió una obra llamada «Historia del período revolucionario, 1848-1851».
En febrero de 1891 escribió un opúsculo titulado «El golpe de Estado y la revolución, primero y siete de enero de 1891». En esta obra atacó furiosamente al presidente José Manuel Balmaceda.
Falleció en 1908 en Pichilemu.